# Rolf Sievert
Rolf Maximilian Sievert (6. května 1896 Stockholm – 3. října 1966 Stockholm) byl švédský fyzik. Jeho hlavní přínos byl ve studiu nepříznivých biologických efektů radiace. Je po něm pojmenována jednotka dávkového ekvivalentu radiace Sievert (jednotka).
Narodil se ve Stockholmu v rodině průmyslníka a studoval fyziku na Univerzitě v Uppsale. Když mu bylo sedmnáct let, jeho otec zemřel a mladý fyzik zdědil obrovské jmění, které využil pro financování svých výzkumů. Během první světové války se začaly u lékařů, kteří často pracovali s rentgenovými paprsky, projevovat negativní vedlejší účinky; nezřídka tito lékaři i umírali. To podnítilo diskusi o nebezpečnosti záření, respektive o jeho bezpečné míře.
Sievert si ze zděděných peněz vybavil laboratoř a začal s pokusy. Podařilo se mu prosadit zákon o radiační ochraně ve zdravotních zařízeních a stal se mimořádným profesorem na Stockholmské univerzitě. Později zkoumal působení radiace na nádory a vyvinul přístroj pro léčbu ozařováním.
V roce 1966 Sievert zemřel na plicní embolii dva dny po operaci rakoviny žaludku.